# Dan Curtis
Dan Curtis (* Bridgeport, Connecticut, Estats Units; 12 d'agost de 1927 - Brentwood, Califòrnia, Estats Units; 27 de març de 2006) va ser un director, escriptor i productor de cinema i televisió estatunidenca. Generalment de projectes d'horror.

## Carrera
Daniel Mayer Cherkoss, més conegut com Dan Curtis, va començar la seva carrera artística com a venedor per a la NBC-TV en la dècada de 1950 i després va treballar per al conglomerat de l'entreteniment MCA.
Com a director les majories de les seves produccions van ser més televisives que cinematogràfiques. En aquestes últimes estan House of Dark Shadows i Night of Dark Shadows (totes dues de 1970), i Me and the Kid (1993). Mentre que en televisió va tenir diversos films molt reeixits com Dark Shadows (1966–1971), Drácula (1974), Trilogy of Terror (1975) que després va tenir la seva seqüela, Trilogy of Terror II el 1996, The Kansas City Massacre (1975), Burnt Offerings (1976), Dead of Night, Curse of the Black Widow (1977), Quan cada dia era 4 de juliol (1978), The Last Ride of the Dalton Gang (1979), Els llargs dies de l'estiu (1980), Intruders (1992), les romàntiques La carta d'amor (1998) i Saving Milly (2005), i Our Fathers (2005). Pel que fa a les sèries televisives, va dirigir The Winds of War (1983), War and Remembrance (1988-1989) i Dark Shadows (1991).
Com a productor també va produir diversos dels seus films dels quals també va ser director com les ja nomenades pel·lícules House of Dark Shadows, Night of Dark Shadows, Drácula, Trilogy of Terror, The Kansas City Massacre, Burnt Offerings, Dead of Night, Curse of the Black Widow, When Every Day Was the Fourth of July, entre d'altres. També va produir alguns populars films com The Invasion of Carol Enders (1973), The Night Strangler (1973), The Picture of Dorian Gray (1973), Scream of the Wolf (1974) y Johnny Ryan (1990). El seu últim producte va ser la sèrie televisiva Night Stalker (2005/2006).
La sèrie War and Remembrance, de 30 hores de durada i que es va dividir en dos segments, Capítols I-Vll i Vll, el capítol final, va ser la continuació de The Winds of War Aquesta sèrie va rebre 15 nominacions als Premis Emmy i va guanyar per millor minisèrie, efectes especials i una sola cambra d'edició de producció.
També va escriure diversos d'aquests populars films i sèries.

## Vida privada
Curtis va estar casat amb Norma Mae Klein des de 1952 fins a la mort d'ella el 7 de març de 2006 producte d'una afecció cardíaca. Al costat d'ella va tenir tres fills: Cathy (Kate) Curtis, i les actrius Tracy Curtis i la ja morta Linda Curtis

## Defunció
Dan Curtis va morir el 27 de març de 2006 a la seva casa en Califòrnia tan sols vint-i-un dies després de la defunció de la seva esposa, víctima d'un tumor cerebral. Tenia 78 anys.

## Filmografia

### Com a director
| Any       | Títol                        | Paper    | Paper           | Paper     | Notes                                  |
| Any       | Títol                        | Director | Guionista       | Productor | Notes                                  |
| --------- | ---------------------------- | -------- | --------------- | --------- | -------------------------------------- |
| 1968-1969 | Dark Shadows                 | Sí       | Sí              | Sí        | (20 episodis)                          |
| 1970      | House of Dark Shadows        | Sí       | No              | Sí        |                                        |
| 1971      | Night of Dark Shadows        | Sí       | Sí              | Sí        |                                        |
| 1973      | The Night Strangler          | Sí       | No              | Sí        |                                        |
| 1973      | The Norliss Tapes            | Sí       | No              | Sí        |                                        |
| 1973      | The Invasion of Carol Enders | Sí       | No              | Sí        |                                        |
| 1974      | Scream of the Wolf           | Sí       | No              | Sí        |                                        |
| 1974      | Bram Stoker's Dracula        | Sí       | No              | Sí        |                                        |
| 1974      | Melvin Purvis: G-Man         | Sí       | No              | Sí        |                                        |
| 1974      | The Turn of the Screw        | Sí       | No              | Sí        |                                        |
| 1974      | The Wide World of Mystery    | Sí       | Sí (2 episodis) | Sí        | (episodi: “Nightmare at 43 Hillcrest”) |
| 1974      | The Great Ice Rip-Off        | Sí       | No              | Sí        |                                        |
| 1975      | Trilogy of Terror            | Sí       | No              | Sí        |                                        |
| 1975      | The Kansas City Massacre     | Sí       | No              | Sí        |                                        |
| 1976      | Burnt Offerings              | Sí       | Sí              | Sí        |                                        |
| 1977      | Dead of Night                | Sí       | No              | Sí        |                                        |
| 1977      | Curse of the Black Widow     | Sí       | No              | Sí        |                                        |
| 1983      | The Winds of War (minisèrie) | Sí       | No              | Sí        |                                        |
| 1996      | Trilogy of Terror II         | Sí       | Sí              | No        |                                        |
| 1998      | La carta d'amor              | Sí       | No              | No        |                                        |
| 2005      | Our Fathers                  | Sí       | No              | No        |                                        |

### Com a productor
| Any  | Títol             | Notes                         |
| ---- | ----------------- | ----------------------------- |
| 1972 | The Night Stalker | primer episodi de Kolchak     |
| 1973 | Frankenstein      | també coguionista             |
| 1991 | Dark Shadows      | remake de la sèrie de 1966–71 |